# Бихи, Майкл
Майкл Джозеф Бихи (англ. Michael Joseph Behe; род. 18 января 1952, Алтуна) — американский биохимик, автор и сторонник псевдонаучного принципа разумного замысла. Он является профессором биохимии в Университете Лихай в Пенсильвании и старшим научным сотрудником Центра науки и культуры Института Дискавери. Бихи наиболее известен как сторонник аргумента нечленимой сложности, который утверждает, что некоторые биохимические структуры слишком сложны, чтобы их можно было объяснить известными эволюционными механизмами, и поэтому, вероятно, являются результатом разумного замысла. Бихи давал показания в нескольких судебных делах, связанных с разумным замыслом, включая судебное дело Кицмиллер против школьного округа Довер, где его взгляды были процитированы в постановлении о том, что разумный замысел не является наукой и носит религиозный характер.
Гипотеза Бихи о нечленимой сложности основных клеточных структур были отвергнуты подавляющим большинством научного сообщества, и его собственный биологический факультет в Университете Лихай опубликовал заявление, опровергающее взгляды Бихи и разумный замысел..

## Образование
Он вырос в Гаррисберге, штат Пенсильвания, где посещал начальную школу в школе Святой Маргарет Мэри, а позже окончил среднюю школу имени епископа Макдевитта. Он окончил Университет Дрекселя в 1974 году со степенью бакалавра наук в области химии. Он получил степень доктора философии по биохимии в Пенсильванском университете в 1978 году за диссертационное исследование серповидно-клеточной анемии. С 1978 по 1982 год он выполнял постдокторскую работу по структуре ДНК в Национальном институте здравоохранения. С 1982 по 1985 год он был доцентом химии в Квинс-колледже в Нью-Йорке, где познакомился со своей женой Селестой. В 1985 году он перешел в Университет Лихай и в настоящее время является профессором биохимии. С 2005 по 2015 год факультет биологических наук Университета Лихай опубликовал на своем веб-сайте заявление о позиции, в котором говорилось, что его преподаватели отвергают взгляды Бехе на эволюцию:
Хотя мы уважаем право проф. Бихи выражать свои взгляды, они принадлежат только ему и никоим образом не одобряются факультетом. Наша коллективная позиция заключается в том, что разумный замысел не имеет научной основы, не был проверен экспериментально и не должен рассматриваться как научный.
По состоянию на 2021 год на веб-странице его факультета есть «Отказ от ответственности. Мои аргументы о нечленимой сложности и разумном замысле являются моими собственными и не поддерживаются ни Университетом Лихай в целом, ни Факультетом биологических наук в частности»

## Личная жизнь
Майкл Бихи — набожный католик. Он женат на Селесте Бихе, и у них девять детей, которые обучаются на дому.

## Нечленимая сложность и разумный замысел
Бихи говорит, что когда-то он полностью принимал научную теорию эволюции, но после прочтения книги Майкла Дентона «Эволюция: теория в кризисе» (1985) он начал сомневаться в эволюции. Позже Бихи пришёл к убеждению, что на биохимическом уровне существуют доказательства того, что некоторые биологические системы являются «нечленимо сложными». Он считал, что эти системы даже в принципе не могли развиться в результате естественного отбора. Он считал, что единственным возможным альтернативным объяснением таких сложных структур является то, что они были созданы «разумным дизайнером». Нечленимая сложность была отвергнута научным сообществом.
Решение Верховного суда США по делу Эдвардс против Агиллара 1987 года запретило обязательное преподавание «науки о сотворении» в государственных школах, но разрешило эволюционную теорию на основании научной обоснованности. После принятия этого решения в более позднем проекте учебника «О пандах и людях» (1989) систематически заменялись все слова «творение» и родственные ему фразой «разумный замысел» или аналогичными идентификационными терминами. Книги юриста Филиппа Джонсона о теистическом реализме непосредственно касались критики эволюционной теории и её предполагаемой предвзятой «материалистической» науки и были направлены на то, чтобы узаконить преподавание креационизма в школах. В марте 1992 года на конференции в Южном методистском университете Бихи и другие ведущие деятели приняли участие в том, что Джонсон позже назвал «стратегией клина». В 1993 году «группа учёных Джонсона-Бихи» собралась в Пахаро-Дюнс, Калифорния, и Бихи впервые представил свою идею о нечленимо сложном молекулярном механизме. После летней конференции 1995 года «Смерть материализма и обновление культуры» группа получила финансирование через Институт Дискавери. В 1996 году Бихи стал старшим научным сотрудником «Центра обновления науки и культуры» Института Дискавери (позже переименованного в Центр науки и культуры), организации, занимающейся продвижением разумного замысла.
Для издания «О пандах…» 1993 года Бихи написал главу о свёртывании крови, представив аргументы, которые он позже изложил в очень похожих выражениях в главе своей книги 1996 года «Чёрный ящик Дарвина». Позже Бихи согласился, что они, по сути, были одинаковыми, когда он защищал разумный замысел на суде по делу Дувра.